# F 14 (sous-marin)
Pour les articles homonymes, voir F14.
Le F 14 est un sous-marin italien de la classe F, lancé pendant la Première Guerre mondiale et en service dans la Regia Marina.

## Caractéristiques
La classe F déplaçait 260 tonnes en surface et 320 tonnes en immersion. Les sous-marins mesuraient 46,63 mètres de long, avaient une largeur de 4,22 mètres et un tirant d'eau de 2,62 mètres. Ils avaient une profondeur de plongée opérationnelle de 40 mètres. Leur équipage comptait 2 officiers et 24 sous-officiers et marins.
Pour la navigation de surface, les sous-marins étaient propulsés par deux moteurs diesel FIAT de 325 chevaux-vapeur (cv) (239 kW) chacun entraînant deux arbres d'hélices. En immersion, chaque hélice était entraînée par un moteur électrique Savigliano de 250 chevaux-vapeur (184 kW). Ils pouvaient atteindre 12,3 nœuds (22,8 km/h) en surface et 8 nœuds (14,8 km/h) sous l'eau. En surface, la classe F avait une autonomie de 1 200 milles nautiques (2 222 km) à 9,3 noeuds (17,22 km/h); en immersion, elle avait une autonomie de 139 milles nautiques (257 km) à 1,5 noeuds (2,77 km/h).
Les sous-marins étaient armés de 2 tubes lance-torpilles à l'avant (proue) de 45 centimètres, pour lesquels ils transportaient un total de 4 torpilles. Sur le pont arrière se trouvait 1 canon antiaérien Armstrong de 76/30 mm pour l'attaque en surface. Ils étaient également équipés d'une mitrailleuse Colt de 6,5 mm.

## Construction et mise en service
Le F 14 est construit par le chantier naval Odero (Chantier naval Odero) de Sestri Ponente en Italie, et mis sur cale le 2 octobre 1915. Il est lancé le 23 janvier 1917 et est achevé et mis en service le 18 mars 1917. Il est commissionné le même jour dans la Regia Marina.

## Historique

### Activité pendant la première Guerre Mondiale et période d'après-guerre
Une fois opérationnel, le F 14 est employé, sous le commandement du lieutenant de vaisseau (tenente di vascello) Amilcare Casarano et sous le contrôle du Commandement maritime de La Spezia, dans des patrouilles anti-sous-marines dans le nord de la mer Tyrrhénienne.
Transféré ensuite dans les bases adriatiques, il opère en fonction offensive sur les routes marchandes austro-hongroises et le long de la côte dalmate.
A la suite d'une mission du 25 au 27 juillet 1917, le F 14 reçoit une citation.
En 1918, le lieutenant de vaisseau Giuseppe Curci prend le commandement.
Au début du mois de mars de cette année-là, il est envoyé en embuscade dans le canal de Faresina, en prévision d'une sortie de la flotte austro-hongroise (qui a ensuite donné lieu à la bataille de Premuda), mais n'a vu aucun navire.
En juillet 1918, il traverse les champs de mines ennemis dans la zone de la falaise de Porer afin de tendre une embuscade à l'embouchure du port de Pula.
Pendant la Première Guerre mondiale, le F 14 a effectué un total de 35 missions de combat, sans obtenir aucun résultat.
Après la signature de l'armistice de Villa Giusti, il est envoyé à Sebenico et est employé au déminage des eaux en face de ce port; l'équipage est également employé à des tâches de police militaire.
De retour à Venise, il est employé à la formation du personnel dans le nord de la mer Adriatique avec le développement de diverses croisières.
En 1925, il est affecté à la division sous-marine basée à Brindisi.

### Le naufrage
Dans la matinée du 6 août 1928, le F 14, commandé par le capitaine de corvette (capitano di corvetta) Isidoro Wiel, quitte Pula avec son navire-jumeau (sister ship) F 15 pour un exercice d'attaque contre le croiseur léger Brindisi, qui naviguait, avec le croiseur éclaireur Aquila et l'escorte de la Ve flottille de destroyers, de Porec à Pula,.
A bord des deux sous-marins ont embarqués, outre les équipages, 14 élèves moteurs des écoles du CREM de Pula, 7 sur le F 14 et le même nombre sur le F 15,.
À 8h40, alors que le ciel est dégagé, la mer agitée et le vent soufflant, le destroyer Giuseppe Cesare Abba aperçoit le F 14 à tribord et le signale aux autres unités; cependant, le périscope révèle que le sous-marin n'est qu'à quelques mètres,. Depuis le destroyer Giuseppe Missori, qui suit le Abba, le F 14 n'est aperçu qu'à une distance de 160-180 mètres; les manœuvres du Missori (gouvernail à tribord et inversion complète des moteurs) et celles du sous-marin (se ranger sur tribord) sont inutiles, car le sous-marin est presque immobile, presque à la surface: le destroyer éperonne le F 14 à l'arrière de l'écoutille arrière, ouvrant dans la coque un trou de 60 centimètres sur 25, le sous-marin gîte sur tribord, s'incline en arrière, releève sa proue le poussant hors de l'eau et coulé à 7 milles nautiques (13 km) à l'ouest de San Giovanni à Pelago (Pula),.
Sur le point du naufrage, où des bulles d'air et des taches de carburant sont apparues, des signaux sont lancés; d'abord les annexes des différents navires sont arrivés sur place, puis le Brindisi, le F 15, le Aquila et le destroyer Fratelli Cairoli
Peu après le naufrage, le F 14 essaie de contacter les autres unités, mais ce n'est qu'à 10h35 que le F 15 réussit à capter le message "pourquoi ne me répondez-vous pas?", Il est possible d'apprendre que le sous-marin est couché, à l'écart et incliné à 70°, sur un fond de 40 mètres, et que sur les 27 hommes de l'équipage, 4 motoristes s'étaient noyés, coincés dans deux compartiments arrière, tandis que le reste de l'équipage était indemne dans les autres compartiments, qui sont restés secs,.
Cependant, la position exacte du F 14 n'a pas été trouvée; pendant plusieurs heures, des plongeurs, des bateaux et des hydravions ont essayé, gênés par la mer démontée, de localiser le sous-marin (ces derniers ont réussi à le voir, mais ils ont donné des informations vagues et imprécises), Pendant ce temps, depuis Pula, à 10h30, les secours commencent à préparer le grand ponton-grue GA 141, de 240 tonnes, commandé par le capitaine de corvette Tullio Vian, Mais ce n'est qu'à 19h45 que le GA 141 quitte Pula. Ce retard, dit-on, serait dû au manque de remorqueurs d'une puissance suffisante, et aux mauvaises conditions de mer
Du F 14, il est signalé qu'une chaîne (celle de l'ancre du Aquila) glissait et il a finalement été possible de limiter les recherches: à 18 heures, un petit bateau pour les plongeurs du F 15 a pu être amené sur la verticale de l'épave, mais juste à ce moment-là du sous-marin coulé est venu un message dramatique : "vous êtes tout près, dépêchez-vous et nous allons mourir ici", Un tuyau est branché et à 20h22, le pompage de l'air dans les salles non inondées du F 14 a commencé, mais cette manœuvre a été fatale: l'augmentation de la pression, mal compensée, a rendu l'air encore plus irrespirable (la létalité du dioxyde de carbone dans l'air augmente avec la pression),
Entre-temps, les derniers messages du F 14 se sont succédé : à 19h34 "vous êtes là... dépêchez-vous...", à 19h45 "...pa...lomb...bari su...noi...", puis seulement des messages sans mots: à 21h17 de longues lignes, à 21h40 encore de longues lignes avec une transmission de plus en plus faible, à 21h50 deux lignes Puis plus aucun signal n'est venu du sous-marin coulé
Ce n'est qu'à une heure du matin du 7 août que le GA 141 est arrivé au point de naufrage, s'amarrant au milieu de nombreuses difficultés. À six heures du matin, le plongeur De Vescovi heurte la coque, mais il n'y a pas eu de réponse,
À 8h30, l'épave du sous-marin est accroché à un câble tiré par un remorqueur, et à 10h15, la phase de levage commence; cependant, l'opération est entravée par la chaîne de l'ancre du Aquila, qui fait faire une embardée au sous-marin, Le câble est accroché au ponton de 30 tonnes GA 145, envoyé de Pula, tandis que le F 14 est libéré de la chaîne de l'ancre.
Le 7 août à 18h00, le pont et la tourelle du F 14 remontent à la surface, mais les espoirs de sauver les hommes pris au piège sont alors disparu. Lorsque, à 18h40, les écoutilles sont ouvertes, un nuage de chlore, sort des salles du sous-marin. Tout l'équipage a péri: le commandant Wiel, le seul autre officier - l'enseigne Sergio Fasulo -, 5 sous-officiers, 4 chefs et 16 marins et cadets
Le capitaine médical Guerriero Guerrieri propose d'entrer dans le sous-marin. Risquant l'asphyxie, il récupère le corps du sous-marinier Bruno Uicich et s'assure qu'il n'y a pas de survivants; les écoutilles sont fermées et le F 14, accroché par des pontons, est remorqué à Pula et mis en cale sèche le matin du 8 août.
A 10 heures, les corps des quatre hommes noyés à l'arrière ont été récupérés, puis, à partir de 10h30, l'extraction des autres victimes a lieu, dont la mort s'est avérée être causée - une douzaine d'heures après le naufrage - par le dioxyde de carbone et le chlore présents dans l'air.
Le 9 août 1928, les corps des 27 morts sont enterrés solennellement, en présence de nombreuses autorités. Les funérailles sont largement suivies par les journaux italiens de l'époque, car la catastrophe a fortement touché l'opinion publique.
L'épave du F 14 est radiée le 29 novembre 1928, puis démolie peu après.